# 퀸즐랜드 공과대학교
퀸즐랜드 공과대학교(Queensland University of Technology, QUT)는 오스트레일리아 퀸즐랜드주의 브리즈번에 위치해 있다. 가든스 포인트(Gardens Point)와 케빈 그루브(Kevin Grove)의 두 곳에 캠퍼스가 나뉘어 있다.

## 같이 보기
- 오스트레일리아의 대학 목록